# Ufa (geslacht)
Ufa is een geslacht van vlinders van de familie snuitmotten (Pyralidae), uit de onderfamilie Phycitinae.

## Soorten
- U. lithosella Ragonot, 1887
- U. roseitinctella Dyar, 1912
- U. rubedinella Zeller, 1848
- U. senta Heinrich, 1956